# Pátá rasa
Pátá rasa je 15. epizoda 2. řady sci-fi seriálu Hvězdná brána.

## Děj
SG-1 navštíví planetu P3R-272. Nachází se v nějakém objektu. Jack O'Neill přejde do středu kruhu a na zdi se objeví zařízení. Teal'c se podívá na zařízení. Když však k němu přijde Jack, zařízení se aktivuje a Jackovi obejme hlavu. Po několika sekundách ho uvolní a Jack leží na zemi v bezvědomí. SG-1 se vrátí do SGC.
Dr. Janet Fraiser Jacka O'Neilla vyšetří, ale nezjistí žádné zranění. Při briefingu začne Jack používat neznámé výrazy. Generál George Hammond mu nařídí zůstat na základně. Jack v Danielově pracovně přečte nápis napsaný na cizí planetě. Noo ani Anqueetas. Hiq qua Videum. Daniel si uvědomí, že se jazyk podobá latině.
Následně Jack popíše tabuli zdánlivě nesmyslnými rovnicemi. Odvedou ho na ošetřovnu, kde Dr. Fraiserová zjistí, že jeho mozek používá 90% své kapacity oproti normálním 5% - 10% u člověka. Generál Hammond je zavolán do kontrolní místnosti. Jack O'Neill je u počítače a něco píše. Je to program, kterým plukovník zadal do počítače mapu bran, které nebyly na Abydoské kartuši.
Zpět v Danielově pracovně, Jack (který ztratil schopnost hovořit jiným jazykem) a Daniel přeloží nápis: My jsme Antikové. Místo našeho odkazu.
Daniel Jackson poté spekuluje:
- Antikové jsou stavitelé Hvězdných bran
- zařízení je archív znalostí Antiků
- plukovník má tyto znalosti načtené v mozku

Samantha Carterová s Teal'cem poté hledají na planetě P9Q-281 způsob, jak Jacka zachránit. Zjistí však, že DHD je poškozené a nemohou se vrátit. Jack však vytvoří plán DHD a Cartrová DHD opraví. Po jejich návratu se pokusí spojit s jinou bránou, ale počítač zamrzne. Jack poté použije zdroj energie, který vyrobil a poté projde bránou. Objeví se Asgardi, kteří odstraní znalosti Antiků z jeho mozku a Jack se vrátí na Zemi.

### Zajímavosti
- Poprvé jsou v seriálu zmíněni Antikové a Furlingové.
- Aliance čtyř velkých ras, jejímiž členy byli Antikové, Furlingové, Asgardi a Noxové
- Asgard nazve pozemšťany - Tau'ri "5. rasou" v níž Asgardé vidí "velký potenciál" a předvídají že "budoucnost vesmíru bude záležet na lidech z Tau'ri". Částečně také proto, že Asgardové vymírali a Antikové se povznesli nebo vymřeli, zatímco Furlingové a Noxové se věnují intelektuálním záležitostem a nezasahují do záležitostí jiných planet. Tudíž Tau'ri je vlastně jedinou alternativou vůči nepřátelským rasám jako Asurané, Replikátoři, Goualdi, Oriové, Wraithové aj. Zbývajícím spojencem po sebezničení Asgardů jsou pro Tau'ri už jen Tok'rové. Ti se ovšem také blíží vymření, podobně jako jednotliví spojenci v Alianci čtyř vyspělých ras.